# Rotacija (glazba)
 Ovo je glavno značenje pojma Rotacija (glazba). Za druga značenja pogledajte Permutacija (glazba).
Rotacija (eng. spin) je pojam iz radiodifuzije kojom označavamo ponavljano radiotelevizijska emitiranost ograničene playliste skladbi na radijskim postajama, satelitskim radijskim kanalima, ili glazbenih video spotova na televizijskoj mreži. Obično je izvedba tog skupa skladbi svaki put drugačije poredana. Ipak nisu sasvim nasumice (random) puštane u eter, da bi se izbjeglo preveliko ili premalo vremensko odstupanje između dviju uzastopnih sviranja iste skladbe, pa je bliže promiješanoj svirci (shuffle). Kad se mjeri radiotelevizijska emitiranost (eng. airplay), broj puta koliko je skladba puštena u eter uzima se kao jedna rotacija (eng. spin).